# Charles Allberry
Charles Robert Cecil Augustine Allberry (9 de noviembre de 1911-3 de abril de 1943) fue un egiptólogo inglés y estudioso del idioma copto. Amigo del novelista Charles Percy Snow, Allberry fue el modelo para el personaje Roy Calvert que aparece en varias de las novelas de Snow, como en The Light and the Dark (La luz y la oscuridad) o en The Masters (Los maestros), uno de los libros de su serie Strangers and Brothers (Extraños y hermanos).

## Biografía
Allberry asistió al St Dunstan's College, en Catford y al Christ's College, en Cambridge, llegando a ser profesor del mismo en 1935.
Allberry tradujo manuscritos maniqueos y es especialmente conocido por traducir y editar la primera edición del A Manichean Psalm-Book (Un Libro de los Salmos maniqueo), parte II, en 1938. También compiló un diccionario copto, inacabado a su muerte. Se desempeñó como editor de la Journal of Egyptian Archaeology (Revista de Arqueología Egipcia) desde 1939.
Durante la Segunda Guerra Mundial, se unió a la Royal Air Force, donde sirvió en el Escuadrón 78 de Bombarderos. Mientras era oficial de vuelo, Allberry y los seis restantes hombres de la tripulación de su bombardero murieron durante una incursión a Essen el 3 de abril de 1943 cuando su Halifax Handley Page fue derribado por el piloto en vuelo nocturno Oberleutnant Eckart-Wilhelm von Bonin. El avión se estrelló cerca de Weert en los Países Bajos ocupados por los alemanes. El navegante Charles Allberry y el sargento artillero aéreo Thomas Henry Webb fueron encontrados entre los restos, el primero muerto, el último vivo, pero herido de muerte.
Estuvo casado con Patricia Katherine Grace Sandbach. Tuvieron un hijo póstumo: David Charles Anthony Allberry, que nació el 31 de julio de 1943.

## Otras lecturas
- Charles Allberry: A Portrait. Patricia K. G. Lewis (E. and L. Plumridge, Cambridge, 1984)

- Datos: Q559359